# Pawelce (województwo łódzkie)
Pawelce – wieś w Polsce, położona w województwie łódzkim, w powiecie sieradzkim, w gminie Klonowa.
| SIMC    | Nazwa    | Rodzaj    |
| ------- | -------- | --------- |
| 0704847 | Cichosze | część wsi |
| 0704853 | Huzarki  | część wsi |
| 0704860 | Kapie    | część wsi |
| 0704876 | Kupisze  | część wsi |
| 0704882 | Pasie    | część wsi |
| 0704899 | Wrony    | część wsi |

W latach 1975–1998 wieś administracyjnie należała do województwa sieradzkiego.